# メリノ種
メリノ種（Merino）は、ウールの生産を目的として品種改良されたヒツジで、毛が繊細なことで他の羊に比べて特に優れており、毛色も白く、体質も強く、群れる性質が強く放牧に適した品種である。メリノ種の原型は、ローマ帝国の人物であるルチウス・コルメラ（Lucius Junius Moderatus Columella）が、1世紀前半にイベリア半島でローマのタレンティーネ種とアジア系・北アフリカ系・半島土着種を交配し開発したものである。17世紀にスペイン王室がスペインからの輸出を禁止し独占する戦略を採用し、その優れた品質の羊毛を原料とした毛織物はスペインの重要な輸出品となった。その後、いくつかの経緯でオーストラリア、ニュージーランド、フランス、アメリカ合衆国などでも飼育されるようになり（それぞれオーストラリアン・メリノ、ニュージーランド・メリノ、フレンチメリノ、USメリノなどと呼ばれており）その他のいくつもの国でも飼育されるようになっており、メリノウールはその優れた品質と生産量により、ウールの代表とも見なされている。現在、メリノウールの約80%はオーストラリアで生産されている。 

## 歴史
メリノ種は、現在世界のいくつもの国で飼育されており、その歴史はいくつにも枝分かれしており、単一線の物語として説明することは困難なので、複数の節でテーマに分けて説明する。ただし、できるだけ古い歴史や重要な歴史から説明する。

### メリノ種とメスタ
「メスタ」とはスペイン中世・近世の牧羊業者組合である。
12世紀から、スペインのメディナ・デル・カンポ、ブルゴス、セゴビアでは、英国やフランドルの羊毛商が、毎年春ごろから市を開いていた。時期を合わせた移動牧羊がイベリア半島を縦断して行われた。
このころのスペインのメリノ・ウールは英国種に価格競争で負けていた。
スペインの羊の所有者たちは、牧童の雇用・賃金の設定・迷羊の帰属といった共通の問題を解決するためにメスタ（Mesta）という組合をつくった。カスティーリャ王国の全羊飼いを対象に名誉あるメスタ会議が行われてからは、同国で許される牧羊の行動基準がメスタから出るようになった。
13世紀-14世紀からブルターニュ・ノルマンディー等のフランス沿海諸港とスペイン北部のビスケー湾との間に海上貿易が著しく発展し、メスタのおかげで価格競争力をつけたスペインのメリノ・ウールは、市場で頭角をあらわし始めた。
15世紀末までは、スペイン商人がフランス西部のナントや北部のルーアンに定住していたが、それに対してフランス商人がスペインへ出向くことは少ないような状態が続いていた。このバランスはイタリア戦争で劇的に変化し、南部のアンダルシアがフランス・スペイン貿易の要となってユグノー商人・船舶が訪れるようになった。1521年からは両国は交戦関係となり、フランスはスペインとの貿易にフランドルやイギリスの商人を仲介させた。1559年のカトー・カンブレジ条約が仲介を不要にし貿易が栄え、1578年から1581年にかけてセビリア・バルセロナ・カディスにフランス人領事が置かれるまで関係が改善した。このころにオランダが独立した。オランダはスペイン領であった時代から染色を得意とし、メリノ・ウールの白さがもつ真価を証明してきた。欧米両圏を市場として、メリノ・ウールは世界的なブランドになった。
17世紀末にアラゴン王国にまでメスタの基準が適用されるようになった。果樹園・葡萄園・穀物畑・牛の放牧地・刈り取り後の草地への羊群侵入は禁じられていたが、野菜園などは侵入を拒否できなかったので農民から訴訟が相次いだ。メスタは公開地や入会地でも飼育が許された。耕作地帯に82メートルの牧羊道設置が法で定められ、羊群通過中の立ち入りが禁止された。第一次カルリスタ戦争中の1836年まで、批判されながらメスタは影響力を持ち続けた。メスタが残した牧羊道は1920年代まで使用された。
メスタは、国庫に資金を供給するため長く保護されたのである。

### スペイン王室とメリノ種
スペイン帝国が興るとすぐにスペイン王室はメリノを所有したものの、富裕な貴族と教会に売却した。
17世紀にメリノ種はスペイン帝国の完全独占化におかれ、1731年の「王室羊（エスコリアル）に関する法令」がそれまでメリノ独占のために出されてきた夥しい数の勅令を体系化した。
これにより、品質の優れたメリノウールをスペインが独占することに成功し、そのメリノウールで織る毛織物はスペインの重要な輸出品となりスペインに富をもたらした。
だがスペイン王室の財政が苦しくなるにつれて公式の "限定輸出" や、密輸も行われるようになってしまった。
（王室経由で輸出された記録の一部を挙げるだけでも、1765年ザクセン、1773年オーストラリア、1780年デンマーク、1786年フランス、1789年オランダ、1790年イギリス、を挙げることができる。）
さらに（半島戦争のさなか、1808年に）ナポレオンの侵攻を受けると軍費・食料を調達するために貴族所有のメリノが接収・転売・屠殺され、さらにナポレオン軍も戦利品としてメリノ種を持ち帰り、フランス内外へ転売されてしまった。
こうして一旦はスペイン王室によって輸出が禁止され独占に成功しスペインに富をもたらしていたメリノ種は、まるで堰が決潰したかのように、スペインの国外へと流出し広まっていった。スペインから流出したメリノ種が、どの国へどのような経緯で渡り、どのような派生種を生んでいったかについては、この下の複数の節で解説する。

### ザクセン王国のメリノ種
ザクセン選帝侯領のメリノ・ウールはイギリスで「選帝侯ウール（エレクトラル・ウール）」と呼ばれ、毛織物業者に売れまくった。
1765年に輸入された220頭のメリノはドレスデンに近いシュトルペンの選帝侯動物園に送られた。スペインから同行してきた羊飼いは翌年半ばまで牧羊を指導した。ザクセン選帝侯はすべての小作人に牧羊を義務づけ、また法令でオスのメリノを使った羊種改良をしないと牧場から追放するという措置まで講じた。1766年、メリノはザクセン農家に強制販売された。
ポーランド分割が進むにつれて、開発も加速していった。
メリノは1778年にも8月から翌年5月までかけてスペインから輸入され、ホーエンシュタインの牧羊学校に移されたあと、ローメン（Lohmen）の政府領に送られた。ここでは1783年から1923年までスペインの純血メリノが保有された。ここで繁殖したメリノは管理がゆきとどいており、オーストラリアに送られ、1829年スペインへ帰還した。
寒いロシアは今でも羊毛消費国であるが、ザクセンで改良されたメリノが1806年に輸出された。
エレクトラル・ウールはシレジア産と並び、19世紀なかごろに世界一の品質を誇った。もっとも、これらはドイツ関税同盟が結ばれたころから生産量を急速に減らしていった。この傾向は、同盟を主導したプロイセンのウールを保護する効果があった。このプロイセンにはジョン・コッカリル（John Cockerill）が羊毛紡績業者として進出していた。巨利を得たコッカリルは、グループ・ブリュッセル・ランバートやベルギー国立銀行と緊密なコンツェルンとなった。
1741年すでにプロイセン王国へメリノが王室経由で輸出されている。
ドイツ帝国が三国同盟を結ぶまでプロイセンが牧羊に力を入れていたところをみると、南アフリカのメリノを確保してから本土の牧羊地を工業化させたようにみえる。ボーア戦争にジョン・モルガンやロスチャイルドなどのユダヤ系商人が投下した資本は、スペインに対する制裁と英仏に対する牽制に働いた。
第二次世界大戦後、伝統的な牧羊地が東ドイツに帰属した。現在、東欧ではルーマニアなどが牧羊国である。

### ランブイエ・メリノ（フレンチメリノ）

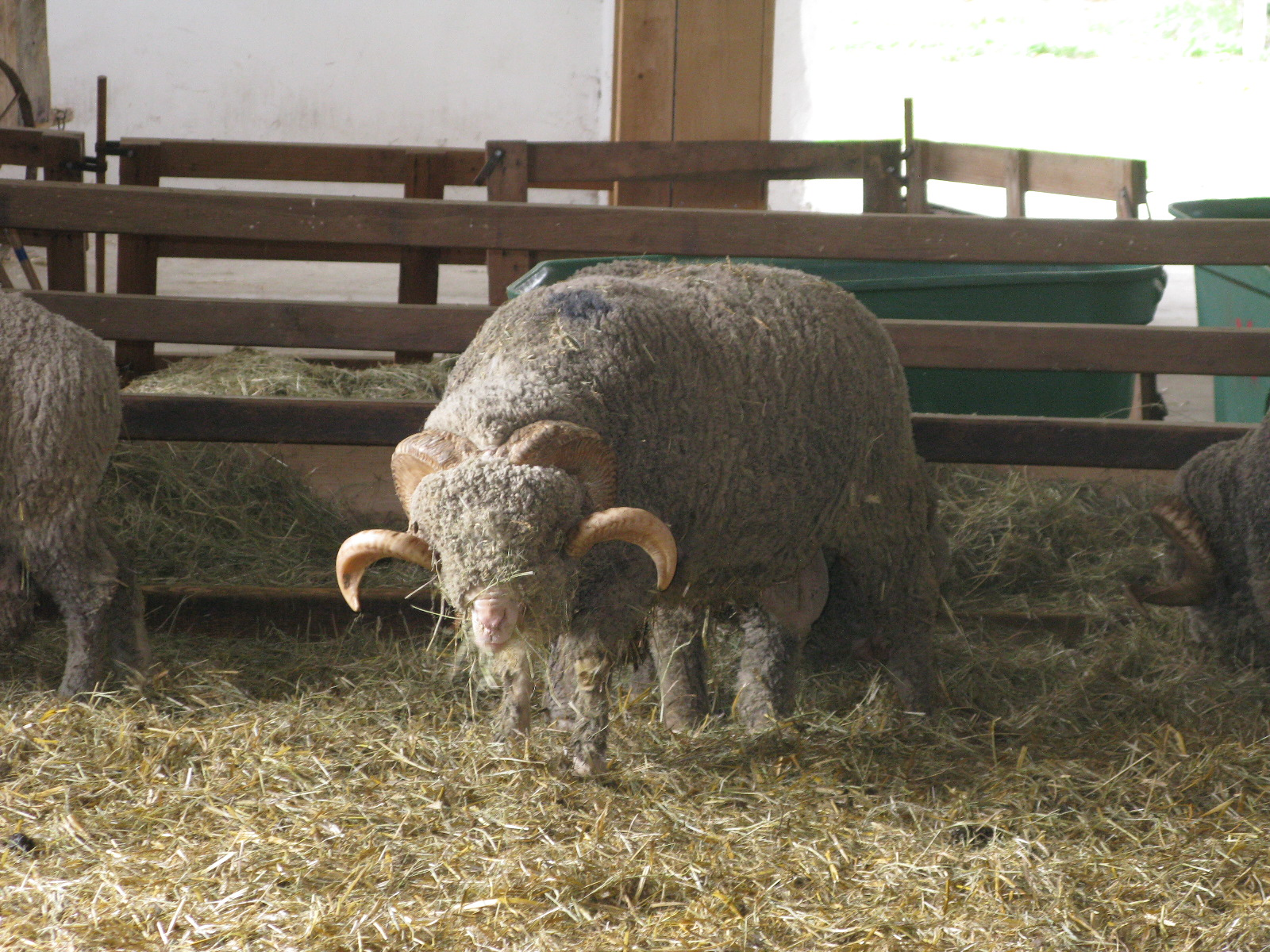
ランブイエメリノの雄羊

1783年、フランス国王ルイ16世は、甥のペンティエーブル公爵からその領地を譲り受けた。このランブイエ城（Château de Rambouillet）は所領でありながら動物園を兼ねるようになった。ランブイエの管理者となったダンギヴィリエール伯爵（Charles Claude Flahaut de La Billarderie）はルイ16世に対してスペイン国王カルロス3世からメリノ羊を大量輸入するよう勧めた。その勧めに従いルイ16世は従兄弟のカルロス3世からメリノ種を購入し、1786年にランブイエに届いたメリノは300頭を越えた。寄せ集めだったが、選別と交配を重ね独自の品種を確立することに成功した。ランブイエ城で飼育されたので、現地のフランス語でメリノ・ドゥ・ランブイエ（Mérinos de Rambouillet）と呼ばれるようになり、英語の正式名称ではランブイエ・シープ（Rambuillet Sheep）、英語の通称ではフレンチ・メリノ（French Merino）と呼ばれるようになった。
ランブイエ城は1789年のフランス革命により、共和国政府（国民公会）所有の実験牧場となった。
フレンチ・メリノの派生種
フランスのランブイエ・メリノをアルゼンチンの地元品種と交配したものがアルゼンチン・メリノであり、19世紀にブエノスアイレスで繁栄した。これはウルグアイでの品種改良にも使われた。しかし南米の豪雨で腐蹄病（Foot rot）に苦しんだ。

### イギリスのジョージ3世とメリノ
ジョージ3世はロバート・ファルク・グレヴィル大佐（Robert Fulke Greville）を通してジョゼフ・バンクスにスペイン・メリノ輸入の可否を尋ねたが、バンクスは合法的な方法がないとして密輸を提案した。それは1789年に実行され、メリノがポーツマスに運ばれた。密輸は3年ほど続いた。キューガーデンで飼育されながら管理がいい加減だったので、バンクスが直々に行うと申し出た。スペイン王室とも直接の交渉がもたれ、それが1790年に成功して輸入されたメリノはキューとウィンザー城へ移された。翌年1月、エディンバラでサー・ジョン・シンクレア（Sir John Sinclair, 1st Baronet）を中心に羊毛協会が組織された。この団体は王室所有のメリノを買いつけ、スコットランド北部の牧羊業者に寄贈した。1796年、トーマス・ヘンティがジョージ3世からメリノを買った。1798年、ジョージ3世は王室が所有するスペイン・メリノをキューからヨーク公爵の所有庭園（Oatlands Palace）に移した。バンクスがスペイン式の管理法を継続した。こうして育てたメリノは1804年8月15日キューに近いリッチモンド公園で競売にかけられ、ジョン・マッカーサーなどが落札した。1808年、ジョージ3世はカルロス4世からメリノを2000頭もらった。ジョージ3世とバンクスが1820年に死去すると、キューのメリノはオッケンデン（Ockendon）のトーマス・ベネット・スタージョン（Thomas Bennett Sturgeon）に委ねられた。

### アメリカ合衆国のメリノ種
1801年、フランスからオスのスペイン・メリノが4頭、ニューヨークへ送られた。これは1799年、ハドソン川沿いに牧場を買い、フランスからの移住者デュポン・ド・ネムール（Éleuthère Irénée du Pont, デュポン創始者）が、やはりハドソン川流域に牧場を所有していたパリの銀行家ドレセール（Delessert, ユグノー出身の200家族）に頼んで輸入したもので、1頭だけが無事にたどりついた。この種羊はドン・ペドロ（Don Pedro）と命名された。 デュポンはデラウェア・メリーランド・バージニア・ペンシルベニアにも飼育牧場を開き、1810年には合衆国最大の牧羊業者となった。
1802年、ロバート・リビングストンは駐仏大使だったが、ルイ16世がシャロンに所有していたメリノから二組を手に入れてハドソン川の牧場へ送った。1809年『羊に関するエッセイ』を著した（大英博物館所蔵）。
一方では1797年から1802年にかけ、デビッド・ハンフリー将軍（David Humphreys）がスペイン宮廷づめ大使として赴任し、任期が終わる1802年にカルロス4世からメリノ百頭をアメリカへ輸出する特許を得た。
1809年とその翌年、駐リスボンアメリカ領事で富裕な商人だったウィリアム・ジャービス（William Jarvis）は（アメリカ合衆国北東部のバーモント州に移住し、リスボンでアメリカ領事だったころにできたスペインとの縁を使い）スペイン王室が叩き売るメリノ羊を約4千頭も買いつけ、1811年には2万6千頭も輸入された。バーモント州でウール生産がブームとなり同州のメリノ種は1837年には100万頭に達したが、米国の関税法が変更になった影響で価格が1835年のポンド当たり57セントから1840年代末のポンド当たり25セントにまで下落して農家は収益低下に苦しみ、さらに、米国内の西側の諸州との飼育コスト削減競争にも苦戦した結果、バーモント州のメリノ種飼育は壊滅し、他州へ移転するなどした。現在バーモント州にはメリノ種飼育農家は残っていない。
アメリカでは1840年代から欧州各国のメリノを輸入して交配できるようになった。カリフォルニア・ゴールドラッシュ開拓者の生活需要から羊群も西へ大移動していった。牧羊事業は1884年にピークを迎えた。羊種改良は20世紀に入っても活発に行われた。

### 南アフリカのメリノ
オランダ東インド会社は南アフリカでの羊毛生産をあきらめていた。だが1789年、スペイン王室からオス2頭メス4頭のエスコリアル・メリノがオランダ王室へ贈られ、同王室は、ケープ植民地軍総司令官ロバート・ヤコブ・ゴードン（Robert Jacob Gordon）に南アフリカで飼うよう命じた。1791年、オランダ王室の指示で現品は送還された。それまでに繁殖したメリノは南アフリカの地場産業の礎となった。1792年、ファン・リーネン三兄弟（Sebastian Valentyn van Reenen, Johannes Gysbertus, Jacobus Arnoldus, リーネン本家も参照）が、ロバート・ヤコブ・ゴードンから三頭のスペイン・メリノを購入した。
南アフリカからオーストラリアへ
1795年ケープ植民地がイギリスのものとなり、2年後ロバートの妻が夫の友人らにメリノを売却した。友人とは同郷スコットランド出身のヘンリー・ウォーターハウス（Henry Waterhouse）ら英海軍の艦長三人であった。合計35頭が全てオーストラリアへ連れてゆかれた。
南アフリカでのメリノ飼育の確立
ボーア人がリーネン兄弟からメリノを買って育てた。最初の一人がスエレンダムに牧場（Olivedale, Buffeljagsrivier）をもっていたランドロスト・フォーレ（Landdrost Faure）であった。ヤン・フレデリック・ライツ（John Frederick Reitz）とミシェル・ファン・ブレダ（Michiel van Breda）も、1812年に牧場をスエレンダムにつくり、1816年リーネン兄弟からメリノ3組と雑種雌羊を買った。 2人の牧場は1833年に7万7千キロの羊毛を生産した。こうして彼ら同族は1830年までにケープ南西部および西部での牧羊を確立した。
チャールズ・サマセット総督（Lord Charles Somerset）はイギリス系入植者の牧羊を開拓した。1815年から総督はキューからメリノを数回にわたり輸入し、牧羊業者にその子羊を販売していった。
グレート・トレックにより南ア全域に牧羊が定着した。1891年にはアメリカのバーモント・メリノが輸入された。1904年から1929年まではオーストラリアから毎年継続的にメリノが輸入された。

### オーストラリアの大鑽井盆地へ
サミュエル・マースデン（Samuel Marsden）は1780年までに土地割譲を受け、ニューサウスウェールズで3番目に大きい牧場を経営していた。そこでウォーターハウスから譲り受けたメリノも飼育していたといわれている。マースデンは1802年バンクスに英国種を手紙で催促した。1810年に本国王室からエスコリアル5頭を輸入してからも、彼は純血維持と品種改良をつづけた。
1798年、ヘンリー・ウォーターハウスら3人が無事にオーストラリアへ持ち込めたメリノは13頭であった。ポート・ジャクソン植民地のジョン・マッカーサーが、到着を聞きつけてすぐそのメリノを全頭買っていった。ジョンは、当時の制度により、ニューサウスウェールズに赴任した英国士官としてパラマタ近くの土地100エーカーを得ていた。その特権で割譲された土地を最初に完全開墾したが、その功績にまた制度が適用されて新たに100エーカーを与えられた。ジョンの土地につくられたエリザベス農場では、耕作だけでなく牧羊も行われていた。1801年、ジョンは農場で生産した羊毛のサンプルをイギリスへ送った。これを見たバンクスに、メリノ羊の純血を維持するよう指導された。同年6月、ジェームズ・マーシャルという軍人の裁判をめぐってジョンは自分の部下と一緒に植民地総督と縁を切ると言い出したが、ウィリアム・パターソン上官に反対され決闘で切りつけてしまった。この罪でジョンは土地割譲権を取り上げられた上、ロンドンの軍事法廷に送還された。汚名を返上すべく、ジョンはカムデン卿（John Pratt）の支援をとりつけ、また国務大臣ホバート卿（Robert Hobart）に計画書を書き送った。そして1804年8月15日のキューで行われた競売でメリノ8頭を買っていった。ジョンは退役してオーストラリアに戻り、ネピアン川沿いの5千エーカーを特権で割譲された（Camden Park Estate）。そこでジョンは競り落としたメリノを南ア由来のエスコリアルと交配してカムデン・メリノという品種を誕生させた。
ウィリアム・ブライが大農による牧羊に反対したので、ジョンは1808年ラム酒の反乱で引導をわたした。ジョンも植民地から強制退去させられたが、1817年に植民大臣の許しを得てニューサウスウェールズへ戻った。それまではジョンの妻エリザベスが牧場を管理した。1819年、ラックラン・マッコーリーがエリザベスの腕前を称え700エーカーの土地を贈った。ジョンは1819年から翌年にかけてメリノ羊をタスマニアへ送り、4368エーカーを手にした。1821年、オスのメリノ300頭を上納する代わり、ニューサウスウェールズのカウパスチャー（Cowpasture）4368エーカーの割譲を受け、3630エーカーの土地交換も同時に行った。一昨年ジョンは政府にメリノ払い下げを提案しているので、さっきの300頭はそのように処分されたとみられる。1823年、ジョンとマースデンの活躍により搾取構造のある囚人法が廃止された。そして牧羊業者が囚人を更生させる責任を負うことになった。1824年、ジョンの息子らが羊毛会社（Australian Agricultural Company）をロンドンにつくった。翌年タスマニアにも会社ができた（Van Diemen's Land Company）。このころからザクセンのエレクトラルを輸入して使う同業も現れだし、またニューサウスウェールズでの牧羊が爆発的発展を見せた。
やがてオーストラリアの牧羊界は群雄割拠の様相を呈し、同地の羊毛はザクセンとシレジアのそれを圧倒した。1860年代、ジョージ・ホール・ペピン（George Hall Peppin (1800-1872)）がランブイエ・メリノ等から夏の乾燥に強い品種を開発した。同じ頃、南オーストラリア会社（South Australian Company）がザクセンのメリノをベースに太番だがタフで内陸に適応する品種を開発した。

## 政治的意義？
ノルマン人撃退とレコンキスタを成しとげて勃興したスペインゆえ、恩賞を確保し封建制を延命する国家体質が根付いた。それはメリノだけでなく、アンダルシアの馬やコロンブスらの発見した植民地も同様であった。行きすぎた封建制がスペインの工業を成長させなかった。荘園コルティーホ（Cortijo）の労働力は全裸同然の日雇いブラセロス（Braceros）が主力であった。市民階級は生まれようがなかった。スペインの東から西へ流れる川の間には山脈が立ちはだかり、加えて慢性的な財政難も一因となって、運河は18世紀後半まで造成されなかった。そうした国土の中央のマドリードに首都がおかれていた。その周辺だけ都市開発が進み、エル・エスコリアル修道院の科学的蓄積もそこにあった。メリノ・駿馬・闘牛は、まず舗装されない草原の牧場に固定された。貴重な財産を持ち出そうとする曲者は騎馬で追い刑に処すという、コストの高い独占体制が敷かれていた。このような状態であったので、アンシャン・レジームの間は、かろうじてカタルーニャとバレンシアだけが民間資本を蓄積していった。
メリノがスペインに独占されていた間も、イギリスやドイツは手持ちの品種を使って交配を試行錯誤していた。また、オランダは羊毛の染色で覇権を握り、1648年にアントウェルペンのスヘルデ川を閉鎖してオーストリアに大打撃を与えた。これでもスペイン・ハプスブルク朝はオーストリア本家にメリノをなかなか渡さなかった。むしろ、オランダ経由で南アフリカへ分けたくらいである。ナポレオン戦争で傷ついたスペイン経済が本家に放置されたのは道理であった。
イギリスがオーストラリアに持ち込んだメリノは最も注目される。1850年代のゴールドラッシュで牧童が不足したことをきっかけに放牧できることが分かり、柵に張るワイヤーと金鉱掘りが食べる英国種の需要がおこった。オーストラリアは1883年まで本国との貿易を着実に発展させたが、同年以降アントウェルペンはオーストラリア羊毛の唯一の集配センターとなった。1883年にフランスとの直接取引が定着、1887年北ドイツ・ロイド（現ハパックロイド）が参入、翌年後半にドイツの輸送船がシドニー・メルボルン・アデレード等の主要な羊毛輸出都市とアントウェルペン・ハンブルク・ダンケルクの間に貿易便を設け、追ってベルギーも蒸気船航路を確立した。1960年代まで牧羊はオーストラリアの主力産業であった。